# 中国国鉄HXD3型電気機関車
中国国鉄HXD3型電気機関車（ちゅうごくこくてつHXD3がたでんききかんしゃ）とは、中華人民共和国鉄道部（中国国鉄）が2006年（平成18年）から製作した交流電気機関車である。先行試作型であるSSJ3型についても本稿で述べる。

## 概要
近年、大陸中国の経済の継続的な発展に伴い鉄道貨物の需要も伸び続けたことから、鉄道部はこの状況を鑑み単機で5,000 tの貨物を牽引できる大出力機を導入することで需要に応えようとした。大連機車車輛は2001年より大出力の交流型貨物用電機開発を開始したものの、当時の中国ではIGBTVVVFインバータの製造技術を持っていなかったことから、東芝からインバータ技術導入のために2002年9月に合弁会社を設立した。
この機関車は全動軸の3軸台車2台にそれぞれ出力1,200 kWの交流モーターを装荷し合計7,200 kWの出力とされた。先行試作車の形式はSSJ3－0001とし、2003年末に完成、2004年4月26日に大連の工場から出場した。北京鉄道科学研究院環状線にて試験が行われ試験は7月4日に終了後も、車輛は環状鉄道に残されていたが、2008年に大連機車の工場へ返却された。
2004年10月27日に鉄道部は大連機車車輛に60両を発注。量産型はSSJ3とEH500形を技術的な基本とし、最初の4両は完成車の形で輸入、12両は部品の形で輸入し大連で組み立て、最後の44両は日本からの技術移転による「国産化」（その実はライセンス生産）とされた。量産車は東芝から提供されたTT－78形台車及び4,500 V 900 A　IGBTインバータを使用して初号機が2006年に出場。形式はDJ3－0001とされた。
17号機より“国産化”が行われ、永済電機のYJ85A形電動機を使用しており、出場時に“神龍1型”（SL1）と改称されたが、程なくして“和諧型”（日本語で“調和”の意）と改称され、型式もHXD3型となった。“国産化”1号機は2006年12月8日に出場、車籍編入された。
また各動軸に装備されているフォイト社製SET-553型駆動装置についても、2007年から従動歯車の“国産化”を開始、主動歯車についても2008年よりライセンス生産を開始している。

## 現況および動向
鉄道部は更に180両のHXD3型を追加発注し、計240両となる。追加分の一部を北京二七機車廠が製造する事となり、61号機がその1号機となっている。2007年12月までに大連機車車輛は200両あまりのHXD3型を生産している。
現時点では大多数が上海鉄路局南京東機関区、武漢鉄路局江岸機関区に配置され、主に京滬線、京広線を走行している。HXD3型の投入初期には蓄電池の電圧が低いという問題が発生したが、これは電池の出荷から製品への組み立てまでの時間が長かった事と、充電時間の不足によるものであった。また運用された地域の環境と温度によるものだとも言われている。
2008年2月18日鉄道部は大連機車車輛に再度400両を発注、同年8月より出場を開始している。また大連機車の生産能力が逼迫しているため、HXD2型の量産を終えた大同電力機車が量産に加わっている。この3次車（241 -）の内一部が、北京鉄路局豊台機関区と鄭州鉄路局鄭州機関区に配属されている。また上海鉄道局に所属するものの一部が、韶山9型電気機関車等の準高速型旅客用電気機関車が不足していることから、機関車に設置された便所を客車給電装置に改造し旅客運用に就いている。